# JBoss
JBoss（ジェイボス）とは、Java EE（現・Jakarta EE）アプリケーションサーバ、もしくはJavaによるオープンソースソフトウェア開発コミュニティ。100以上のさまざまなプロジェクトがありJBoss.orgコミュニティによって開発、運営されている。
なお、中核となるアプリケーションサーバのうち、オープンソース版については現在はJBossの名称が取り除かれたWildFlyへと改名されている。商用版にはJBoss Enterprise Application Platformの名称が用いられている。

## 概要
ユーザは各ソフトウェアを公式サイトよりダウンロードして自由に使える。ライセンスはLGPLである。
JBossは、Marc Fleuryらによって、1999年にEJBコンテナとして開発された。初めはEJBossという名前だったが、サン・マイクロシステムズのEJBの商標との権利問題で、後のJBossという名前に変更された。
2006年、商用LinuxベンダであるレッドハットがJBoss Inc.を買収したことにより、現在はレッドハットがJBoss Inc.の業務を引き継ぐ形でJBossプロジェクトの運営を行っている。
2007年からはレッドハットによる各種コンポーネントの組み合わせに対する保証とエンタープライズレベルでの統合品質テストを検証したJBossソフトウェアがJBoss Enterprise Middlewareとして提供されている。
オープンソースであるにもかかわらず商用サポートを受けることが出来ることと併せて、動作が他のJava EEアプリケーションサーバに比べて軽快であることから人気を博している。統合開発環境のEclipseとの連携を可能にするEclipseプラグイン、JBoss IDE（現在はJBoss Tools）の存在もJBossの人気を後押ししている。
2008年2月には　レッドハットから　JBoss Enterprise SOA Platform として史上初のオープンソースによる本格的SOA製品群が提供され始めた。
2013年4月、レッドハットはJBoss Application Serverの名称を、WildFlyに改名することを発表した。この変更は、オープンソース版のアプリケーションサーバであるJBoss Application Serverが商用版のJBoss Enterprise Application Platformと似過ぎていることから、別物であることを明確に示すためであるとしている。WildFlyの名称はコミュニティにおける公開投票で決定された。同社はこれをFedoraとRed Hat Enterprise Linuxの関係に似たものだとしている。

## プロジェクト
主なJBossプロジェクトとしては下記があげられる。
- WildFly (JBoss Application Server)
- JBoss Web
- JBoss ESB
- JBoss Messaging
- JBoss jBPM
- JBoss Transactions
- JBoss Web Services
- JBoss Tools
- JBoss Cache
- JGroups
- Mobicents
- Hibernate
- JBoss RichFaces
- JBoss Ajax4jsf
- JBoss Portal
- JBoss Seam
- JBoss EJB3
- JBoss AOP

## 導入事例
JBossは日本や世界のさまざまな企業で利用されている。
アメリカでは、マクドナルド、モトローラ、HP、MCI-WorldCom、Playboy.com、EA Games（Sims Online）、アメリカ政府機関、金融機関（銀行やヘッジファンド）などの企業で稼動実績がある。